# Kaliivka, Șostka
Kaliivka (în ucraineană Каліївка) este localitatea de reședință a comunei Kaliivka din raionul Șostka, regiunea Sumî, Ucraina.

## Demografie
Componența lingvistică a localității Kaliivka
     Rusă (93,02%)
     Ucraineană (6,98%)
Conform recensământului din 2001, majoritatea populației localității Kaliivka era vorbitoare de rusă (93,02%), existând în minoritate și vorbitori de ucraineană (6,98%).